# Polyplax blanfordi
Polyplax blanfordi är en insektsart som beskrevs av Gaurav K. Mishra och Dhanda 1972. Polyplax blanfordi ingår i släktet Polyplax och familjen ledlöss. Inga underarter finns listade i Catalogue of Life.